# Esquire Jazz Award
Der Esquire Jazz Award (auch Esquire Jazz Poll) war ein US-amerikanischer Jazzpreis, der 1944, 1945 und 1946 vom Magazin Esquire als Kritikerpreis (critics jazz poll) verliehen wurde.

## Hintergrund
Bereits 1934 war es das Esquire, das den ersten Artikel über Jazzmusik in einer Publikumszeitschrift brachte. Die Idee zu einem Jazzpreis des Esquire ging von den beiden Jazzkritikern Robert Goffin und Leonard Feather aus, die mit dem Preis junge Jazztalente fördern wollten; sie konnten Arnold Gingrich, den Herausgeber des Esquire, überzeugen einen Kritikerpoll zu sponsern. Man versuchte mit der eigenen Konzeption des Polls bewusst eine Alternative zu den Wettbewerben des Down Beat oder des Metronome zu schaffen:
„Wir wollten unseren Poll nicht ablaufen lassen, wie die von Down Beat oder Metronome, wobei üblicherweise Charlie Barnet oder Tex Beneke die Sieger in [der Kategorie] Hot Tenor geworden wären, gefolgt von Coleman Hawkins und Ben Webster, Ziggy Elman hätte in Hot Trumpet gewonnen und Alvino Rey bei Gitarre; Helen O’Connell oder Dinah Shore wären die Nummer-eins-Sängerinnen geworden, während Billie Holiday ohne Auszeichnung geblieben wäre. Der einzige Weg, um dies zu vermeiden, war es, einen Kreis von Experten zusammenzustellen, statt auf die Leserschaft zurückzugreifen,“ meinte Feather.
Zu den Kritikern, die sich neben den Initiatoren Goffin und Feather an dem Poll beteiligten, gehörten auch mehrere Afroamerikaner wie der Esquire-Cartoonist E. Simms Campbell, der Autor und Musiker Dan Burley und die Sängerin und Autorin Inez Cavanaugh, ferner die Produzenten George Avakian und John Hammond, die Kritiker und Autoren Abel Green vom Variety, Elliott Grennard vom Billboard, Roger Kay, Harry Lim, Paul Eduard Miller, Bucklin Moon, Charles Edward Smith, Frank Stacy (Down Beat), Bob Thiele, Barry Ulanov und Timme Rosenkrantz.

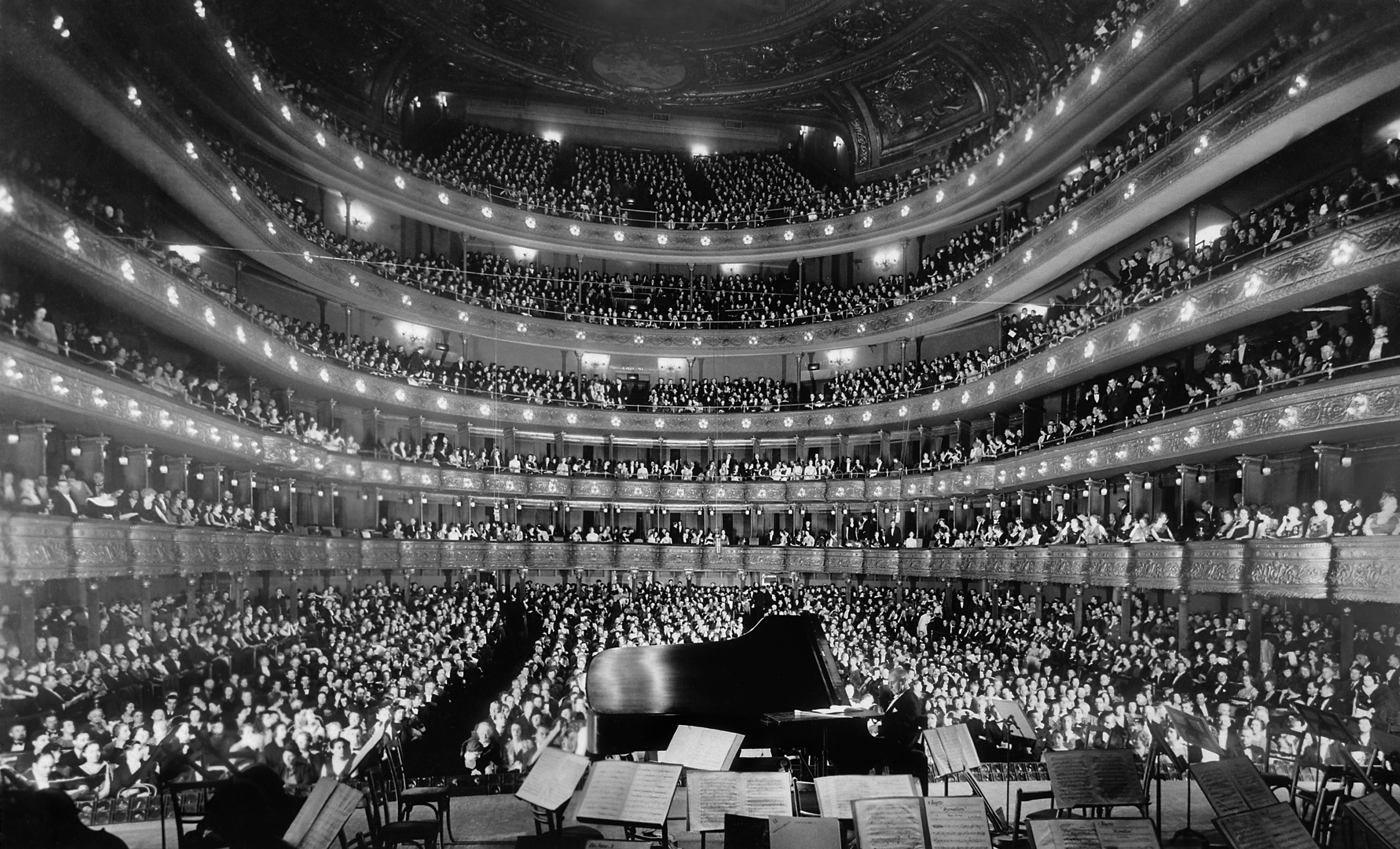
Blick von der Bühne der „alten“ Metropolitan Opera im Jahr 1937

David Smart, der Verleger des Esquire-Magazins, machte darauf den Vorschlag, ein Konzert mit den Poll-Gewinnern zu veranstalten. Dies (wie auch der Verkauf des  Esquire’s Jazz Book) wurde gleichzeitig als eine Benefizveranstaltung für die Navy League geplant, bei der Kriegsanleihen für die Sitzplätze verkauft wurden; außerdem war es das erste Jazzkonzert, das im New Yorker Metropolitan Opera House veranstaltet wurde. Nachdem die Stimmen ausgewertet waren, organisierte Leonard Feather einen Mitschnitt des Konzerts. Die Preisträger traten schließlich am 18. Januar 1944 als die Esquire All American All Stars (als die Gewinner der Gold und Silver Award) auf; hierzu gehörten Billie Holiday, Roy Eldridge, Jack Teagarden, Barney Bigard, Coleman Hawkins, Art Tatum, Al Casey, Oscar Pettiford und Sidney Catlett. Einer der Titel, die an dem Abend gespielt wurden, der Standard „Tea for Two“, erschien bei V-Disc.
Während afroamerikanische Zeitschriften wie The Negro Press die Wahl der Jury (etwa von Louis Armstrong, Cootie Williams, die nicht am Konzert teilnahmen) feierten, warfen konservative Jazzkritiker (etwa der Autor des Jazz Record) darauf den Juroren umgekehrte Diskriminierung vor, da im Gegensatz zu früheren Wettbewerben diesmal nur ein kleiner Anteil an weißen Musikern (Benny Goodman, Artie Shaw, Jack Teagarden, Dave Tough) zu den Ausgezeichneten gehört hatte. Ein weiterer Disput wurde von den Kritikern über die Gewichtung des Traditional Jazz der Preisverleihung geführt. In den beiden folgenden Jahren gehörten u. a. Ella Fitzgerald, Herbie Fields, Woody Herman, Teddy Wilson, Red Norvo, Gene Krupa und Dave Tough zu den Preisträgern. Auch in den beiden folgenden Jahren gab es Esquire-All-Stars-Formationen, die von 1946 trat Anfang des Jahres in einem Rundfunkprogramm auf, das Orson Welles moderierte.

## Diskographische Hinweise
- Contingent from the Esquire All American Jazz Band (Phoenix). Aufnahmen von 1944, mit Roy Eldridge, Jack Teagarden, Barney Bigard, Coleman Hawkins, Frank Froeba, Terry Snyder, Dick Kissinger, Mac Ceppos
- Esquire All Stars: Esquire Third Annual Jazz Concert – Duke Ellington and Woody Herman Orchestras and the King Cole Trio (Session Disk, Aufnahmen vom 16. Januar 1946)
- Esquire’s All American Hot Jazz with 22 Esquire Poll Winners (RCA Victor, 1967)